# Herrnhuter Stern

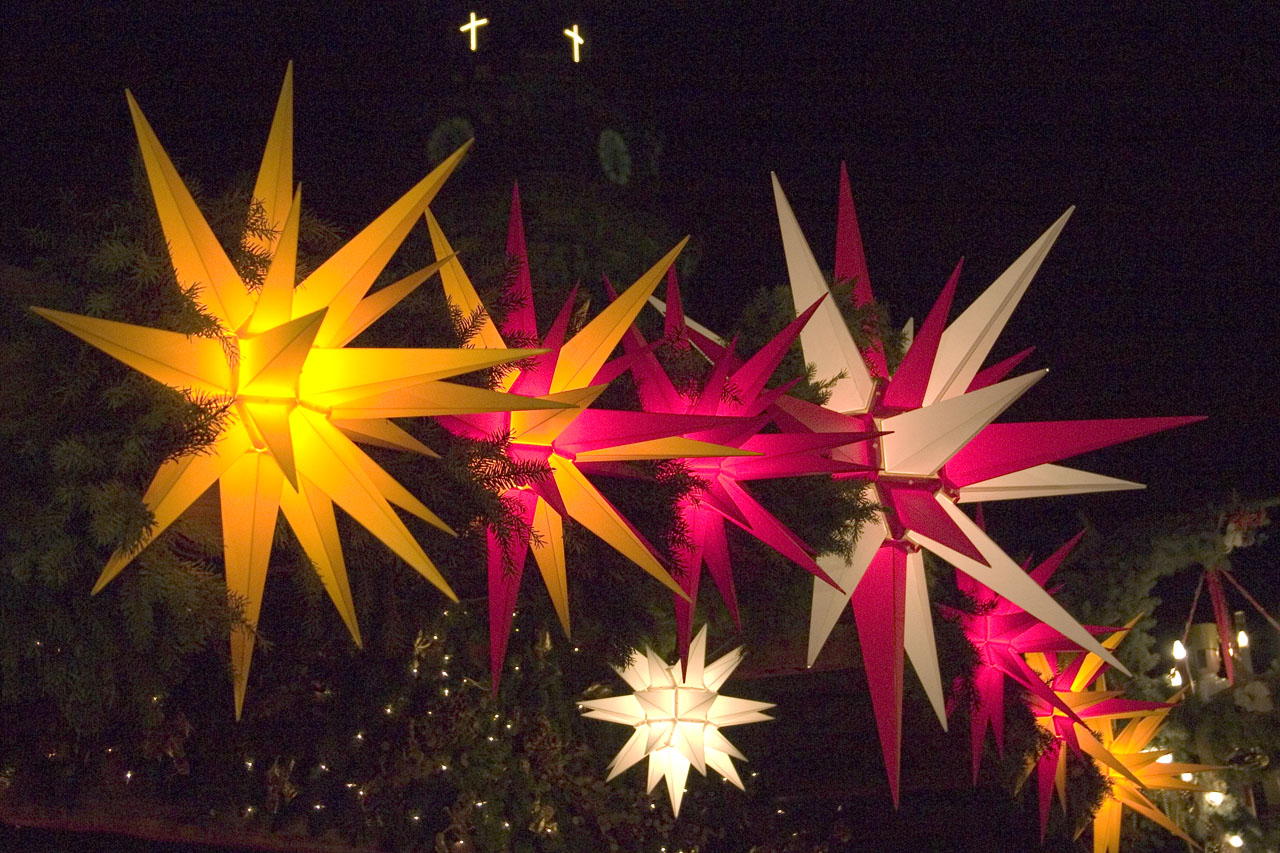
Herrnhuter Sterne auf dem 571. Dresdner Striezelmarkt

Als Herrnhuter Stern bezeichnet man einen beleuchteten Advents- oder Weihnachtsstern einer bestimmten geometrischen Bauart, der den Stern von Betlehem symbolisiert. Der Stern hat seinen Ursprung und Namen von der Herrnhuter Brüdergemeine, die für Produktion und Vertrieb in den 1920er Jahren eine eigene GmbH gegründet hat. Nach zwischenzeitlichen Veränderungen zu Zeiten der DDR werden die Sterne bis heute von der zur Brüder-Unität gehörenden Herrnhuter Sterne GmbH hergestellt und vermarktet, die auch Inhaberin der Markenrechte ist.

## Brudergemeinde Herrnhut 1722

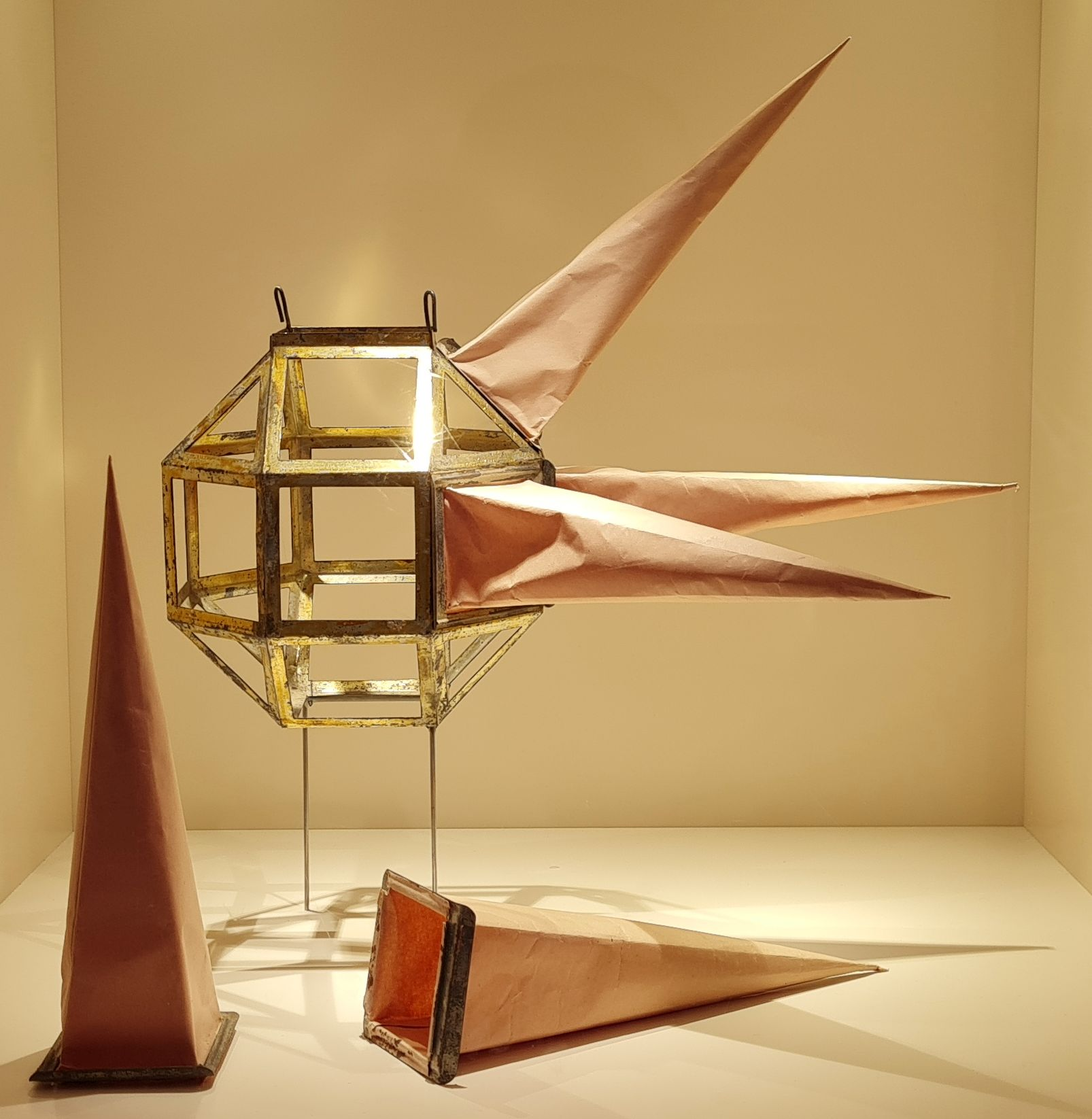
Herrnhuter Stern um 1900 mit Metallkörper und -rähmchen

Benannt ist der Stern nach der Herrnhuter Brüdergemeine, die ihren Stammsitz in Herrnhut in der Oberlausitz hat, einem von den Nachfahren der Evangelischen Brüderunität Mähren am 17. Juni 1722 gegründeten Ort. Dort hatten Glaubensflüchtlinge aus Böhmen und Mähren Zuflucht gefunden. 1727 gründeten sie die Erneuerte Brüder-Unität, um ein neues christliches Gemeinwesen zu etablieren.

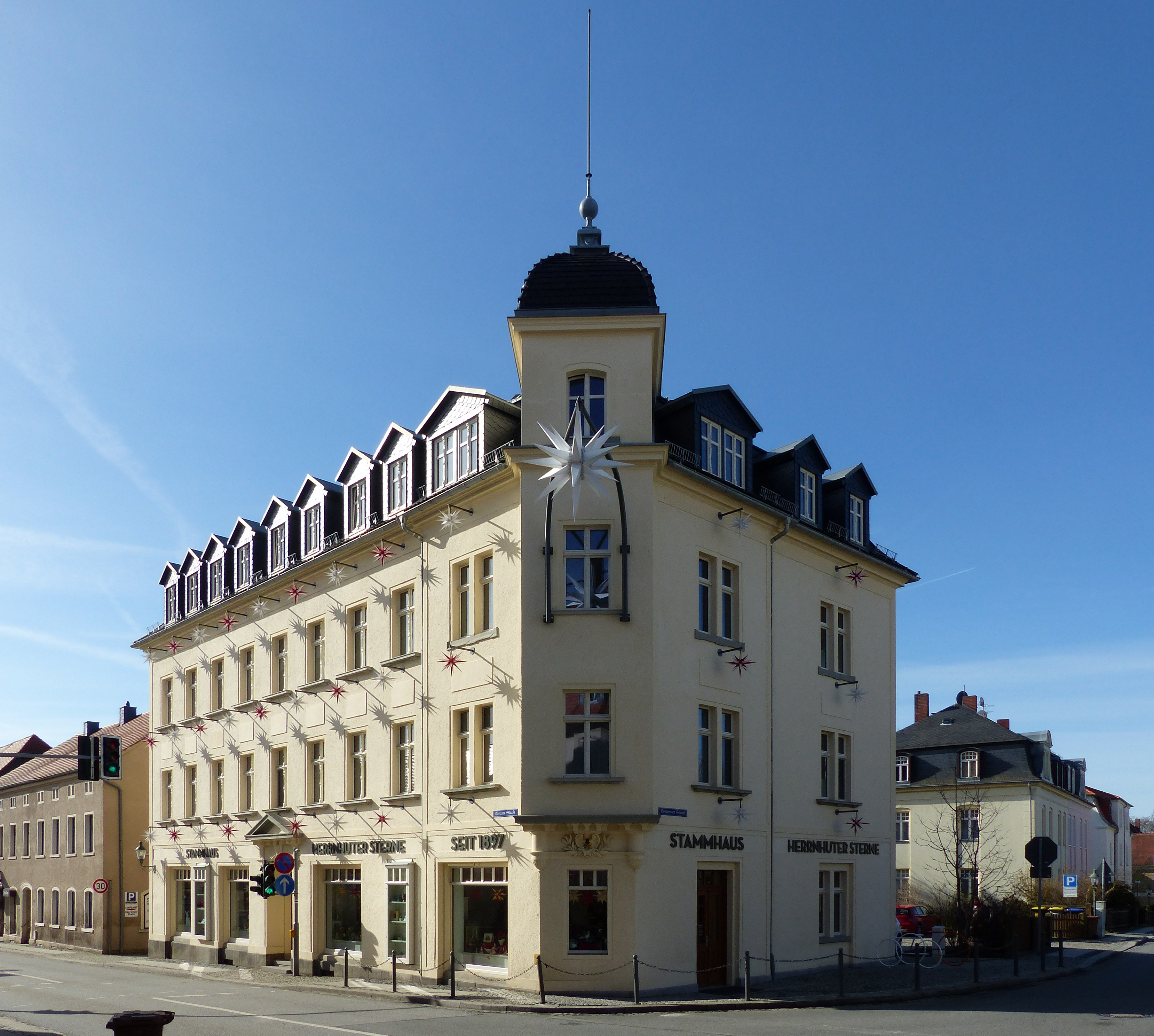
Stammhaus in Herrnhut

Fünf Jahre später begann die Missionarstätigkeit, während ihre Kinder in Internate, beispielsweise die Knaben- und Mädchenanstalt in der Kolonie Kleinwelka oder das Pädagogium in Niesky, kamen.

## Erste Herrnhuter Sterne 1821
Dort entstanden die ersten Herrnhuter Sterne. Als 1821 die dortige Unitäts-Knabenanstalt ihren fünfzigsten Jahrestag feierte, schwebte im Hof ein beleuchteter Stern mit 110 Zacken. Er hing auch nicht zur Adventszeit, denn die Jubiläumsfeier fand vom 4. bis 6. Januar statt, also zum Dreikönigsfest. Während andere Kirchen Weihnachtskrippen zeigten, passte dieser Stern von Bethlehem in die schlichten, weißen Säle der Brüdergemeine. Später wurde der Stern auch in den Internaten in Neuwied, Königsfeld im Schwarzwald und Kleinwelka gebastelt und zum ersten Advent aufgehängt. Die ersten Sterne trugen dabei die Farben weiß und rot - weiß für die Reinheit und rot für das Blut von Jesus Christus.

## Papierstern mit 25 Zacken um 1897
1897 erfand der Geschäftsmann Pieter Hendrik Verbeek das erste Modell, das sich zusammensetzen und auseinanderlegen ließ und so auch verschickt werden konnte. Es bestand aus einem stabilen Papierstern mit 25 Zacken, der in seinem Innern aus einem Blechkörper mit Schienen bestand. 

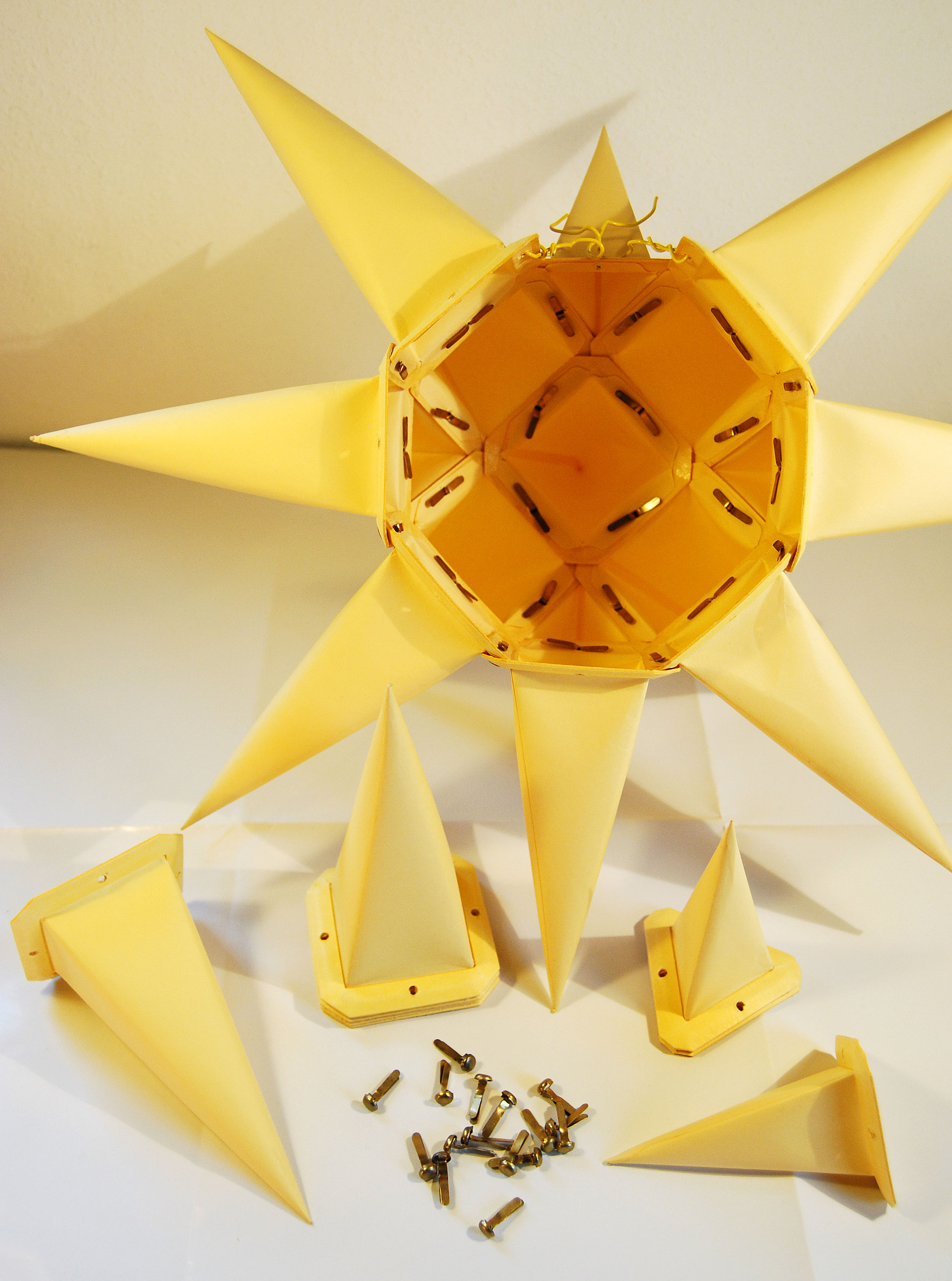
Ein halbfertiger Herrnhuter Stern

 Auf ihn konnten 17 viereckige und acht dreieckige Zacken aufgeschoben werden. Ein offen gebliebenes Viereck diente dazu, den Stern mittels einer Petroleumlampe oder mit Hilfe von elektrischem Licht zu beleuchten. Verbeek meldete seine Erfindung, die Herrnhuter transparenten Weihnachtssterne, zum Patent an. Anschließend schloss er mit der Brüder-Unität einen Vertrag, gründete eine Papierwaren- und Kartonagenfabrik, in der die manufakturmäßige Herstellung und der Vertrieb der Original Herrnhuter Sterne stattfand. Dabei standen zwei Größen mit fünf Farben zur Auswahl: weiß, rot, gelb, grün oder blau. Die zur industriellen Fertigung besonders geeignete Version mit 25 Zacken lieferte ab den 1920er Jahren die Sterngesellschaft mbH in Herrnhut. Verbeeck hatte mittlerweile die Konstruktion verbessert, so dass ab 1925 die Zacken direkt miteinander verbunden werden konnten. An Stelle von Metallrahmen kamen nun Papprähmchen zum Einsatz, die einen noch leichteren Transport ermöglichten. Außerdem erweiterte er das Angebot um einen roten Stern mit hellen Spitzen.

## Vertrieb in der DDR ab 1956
In der DDR wurde der Betrieb verstaatlicht und vom VEB Oberlausitzer Stern- und Lampenschirmfabrik die Produktion 1956 unter den Bedingungen des Sozialismus mit staatlich festgelegten Rahmenbedingungen fortgesetzt. Doch die ursprünglich christliche Botschaft, berichtet Bettina Vaupel von der Deutschen Stiftung Denkmalschutz, passte „nicht recht ins staatliche Warenangebot“. 1968 erfolgte daher die Rückübertragung an die Brüder-Unität. Die Produktion erfolgte fortan in einem Betrieb, der eigentlich Elektroanlagenzubehör herstellte. 90 Prozent der in der DDR produzierten Sterne wurden für Devisen in das Ausland verkauft.

## Herrnhuter Sterne GmbH 1990

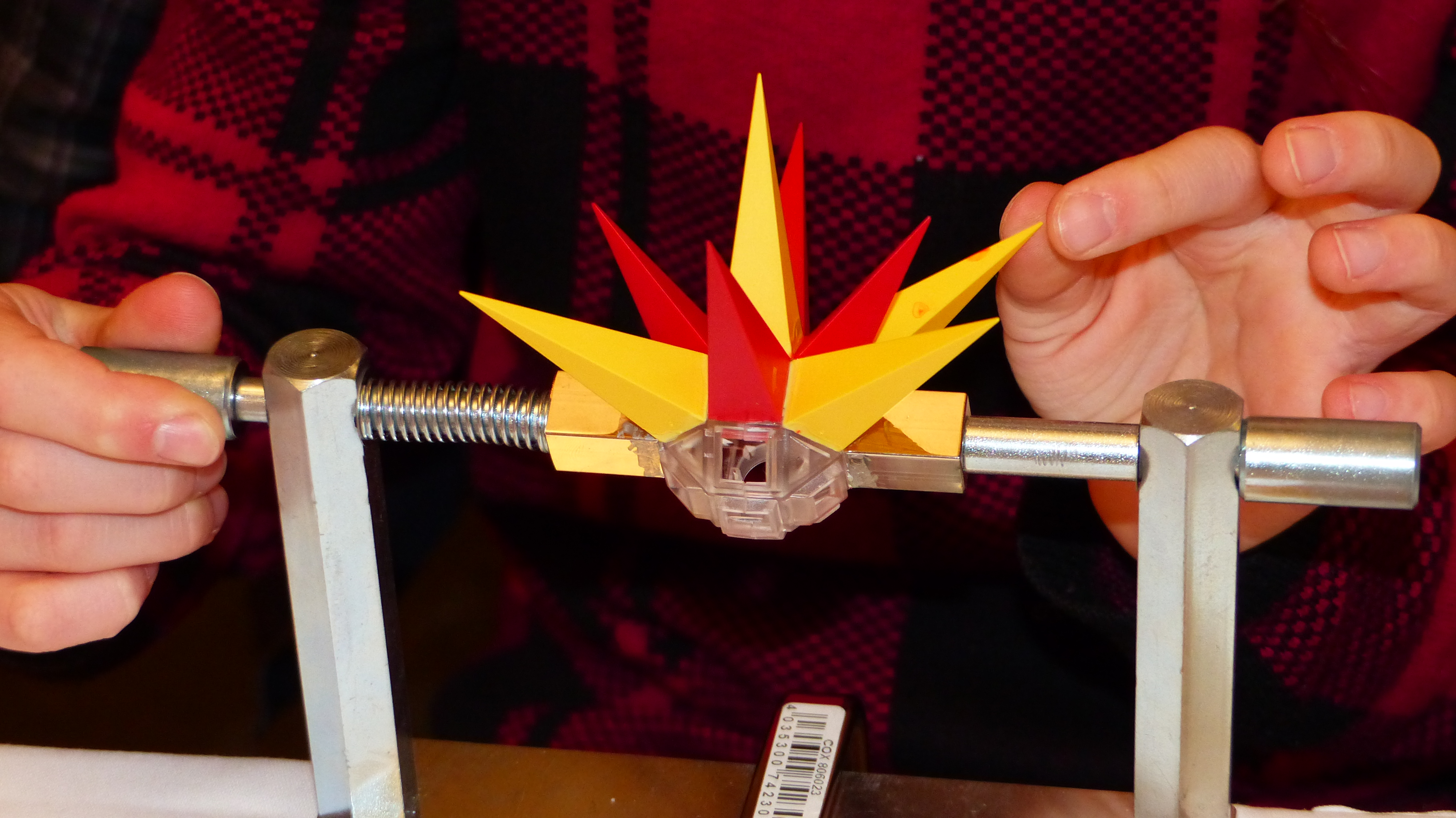
Montage eines kleinen Herrnhuter Sterns

1991 gründete sich die Herrnhuter Sterne GmbH, die mit 160 permanenten und 30 bis 40 Saison-Arbeitskräften ein Sortiment von über 60 verschiedenen Sternen nebst Zubehör für die Beleuchtung anbietet. Unterstützt wird der Betrieb durch mehrere Behindertenwerkstätten der Region, aus denen 30 Personen einfache Komponenten zuliefern. Lag der Produktionsumfang Anfang der 2000er Jahre noch bei 125.000 Sternen pro Jahr, waren es 2021 bereits etwa 780.000 Stück. Anfang Mai 2011 weihte die Herrnhuter Sterne GmbH in Herrnhut ihre neue Manufaktur ein.
In vielen Missionsorten der Herrnhuter Brüdergemeine wie beispielsweise in Genadendal und Elim in Südafrika oder in Jinotega in Nicaragua werden Herrnhuter Sterne heute noch zur Ausschmückung während der Adventszeit in Handarbeit hergestellt. Im englischsprachigen Raum ist der Stern als Moravian Star bekannt.
In vielen, nicht nur protestantischen Kirchen hängen ein oder mehrere Herrnhuter Sterne, teilweise stammen sie noch aus der Anfangszeit der Produktion und sind bis zu 80 Jahre alt. Viele evangelische Gemeinden kauften die Sterne, um die Herrnhuter Brüdergemeine zu unterstützen und deren Missionsarbeit zu fördern.
Am 24. November 2022 erschien die 25-Euro-Sammlermünze „Herrnhuter Stern“. Die Silbermünze ist die zweite Münze der fünfteiligen Serie „Weihnachten“, wiegt 22 g und hat einen Durchmesser von 30 mm.

## Aussehen und Arten
Der Herrnhuter Stern ist ein mathematischer Sternkörper mit einem Rhombenkuboktaeder als Grundkörper. Dessen Oberfläche besteht aus 26 Flächen, die aus 18 Quadraten und acht gleichseitigen Dreiecken gebildet wird. Daran sind jeweils pyramiden- bzw. tetraederförmige Zacken mit entsprechend quadratischer und dreieckiger Grundfläche angesetzt. Die achtzehnte quadratische Spitze an der Oberseite wird in der Regel für Beleuchtung und Aufhängung weggelassen, so dass der Stern tatsächlich nur 25 Spitzen hat.
Der Stern wird zerlegt geliefert. In der Packung befinden sich neben den dreieckigen und quadratischen Zacken in der Papierversion außerdem Montageklammern als Verbindungselemente und ein Aufhängesteg. Zur Kunststoffversion für den Außenbereich gehört neben Kunststoff-Verbindern eine Abschlusskappe mit Lampenfassung.
Es gibt Herrnhuter Sterne aus Papier und Kunststoff sowie als Lichterkette mit zehn kleinen Kunststoffsternen. Papiersterne für den Innenbereich gibt es in den Durchmessern 13 cm (jährlich limitierte Auflage mit jeweils unterschiedlicher Farbgebung), 40 cm, 60 cm, 70 cm und 80 cm. Den Kunststoffstern, auch für den Außenbereich, gibt es in den Durchmessern 8 cm (Miniaturstern), 13 cm, 40 cm, 68 cm und 130 cm.
Als Einzelanfertigung werden etwa für Kirchen und öffentliche Gebäude auch Sterne mit einem Durchmesser von 1,90 Meter gefertigt, sehr selten auch noch größere Exemplare mit 2,50 m Durchmesser. Sie zieren u. a. die herstellende Manufaktur in Herrnhut, das Bundeskanzleramt in Berlin, das Stadion der Eislöwen in Dresden, den Berliner Dom, das Intercontinental Hotel an der Düsseldorfer Königsallee, die Matthäuskirche in München und das Blitzeichenplateau auf der Festung Königstein.

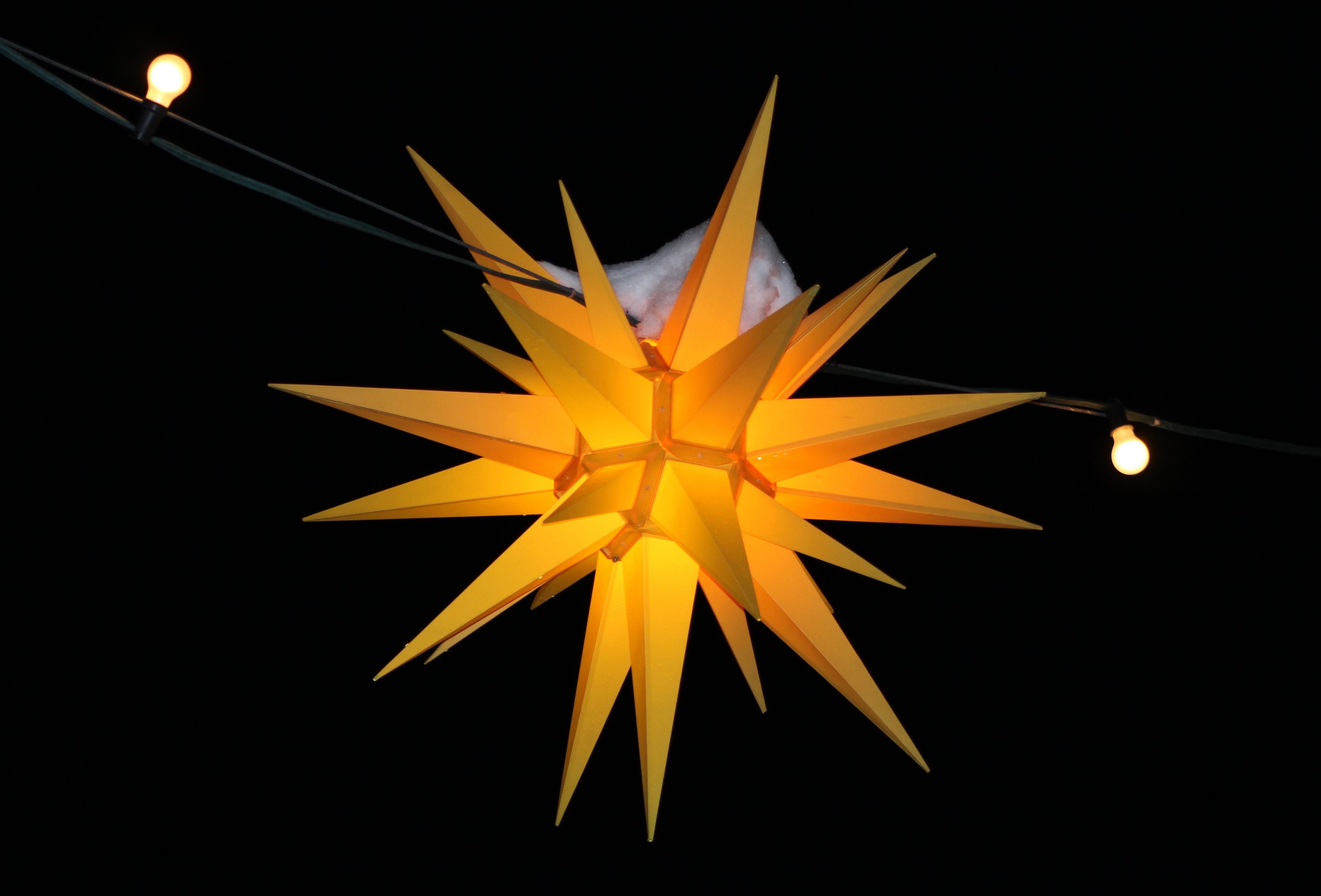
Herrnhuter Stern in Hartenstein
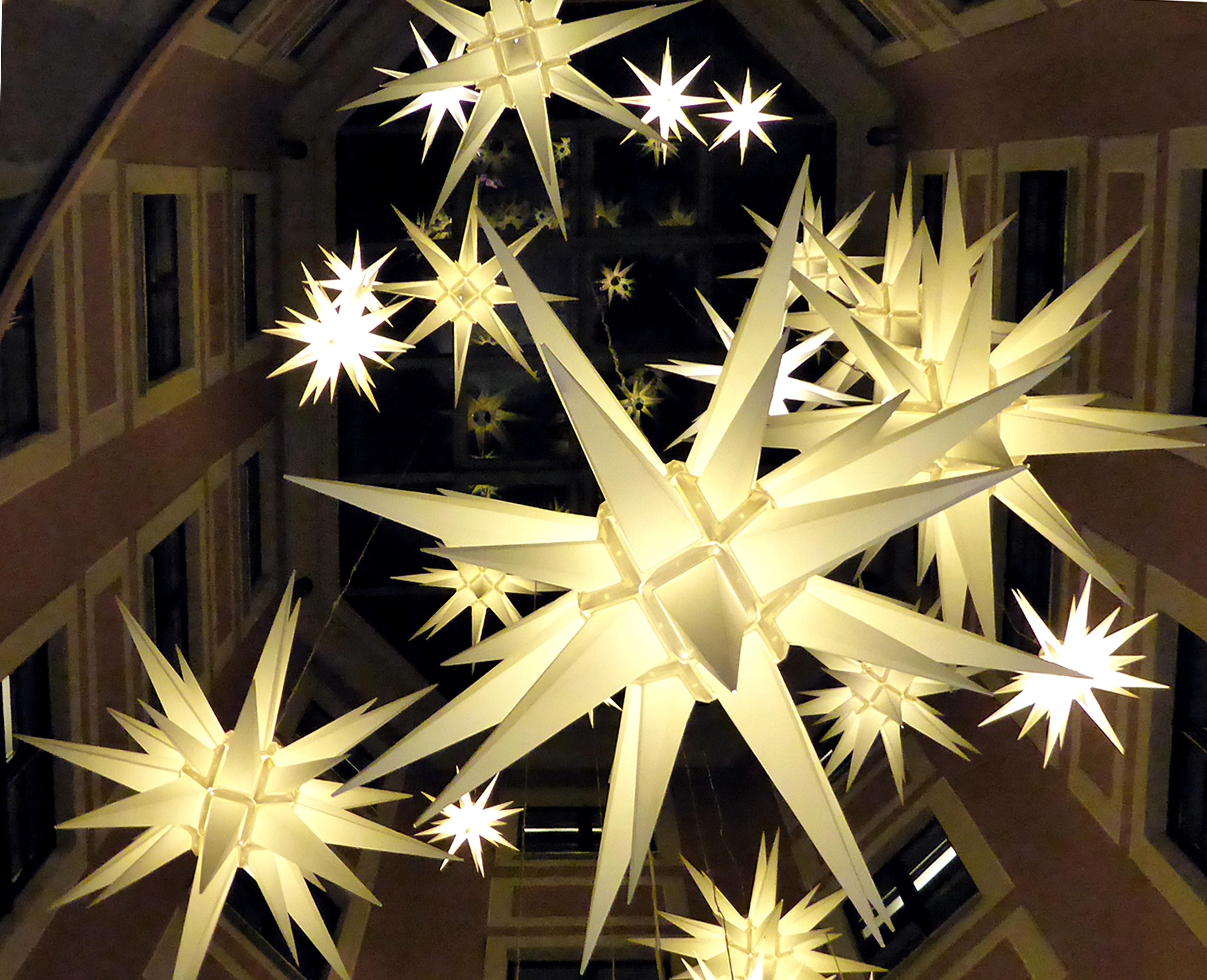
Weiße Herrnhuter Sterne in Dresden
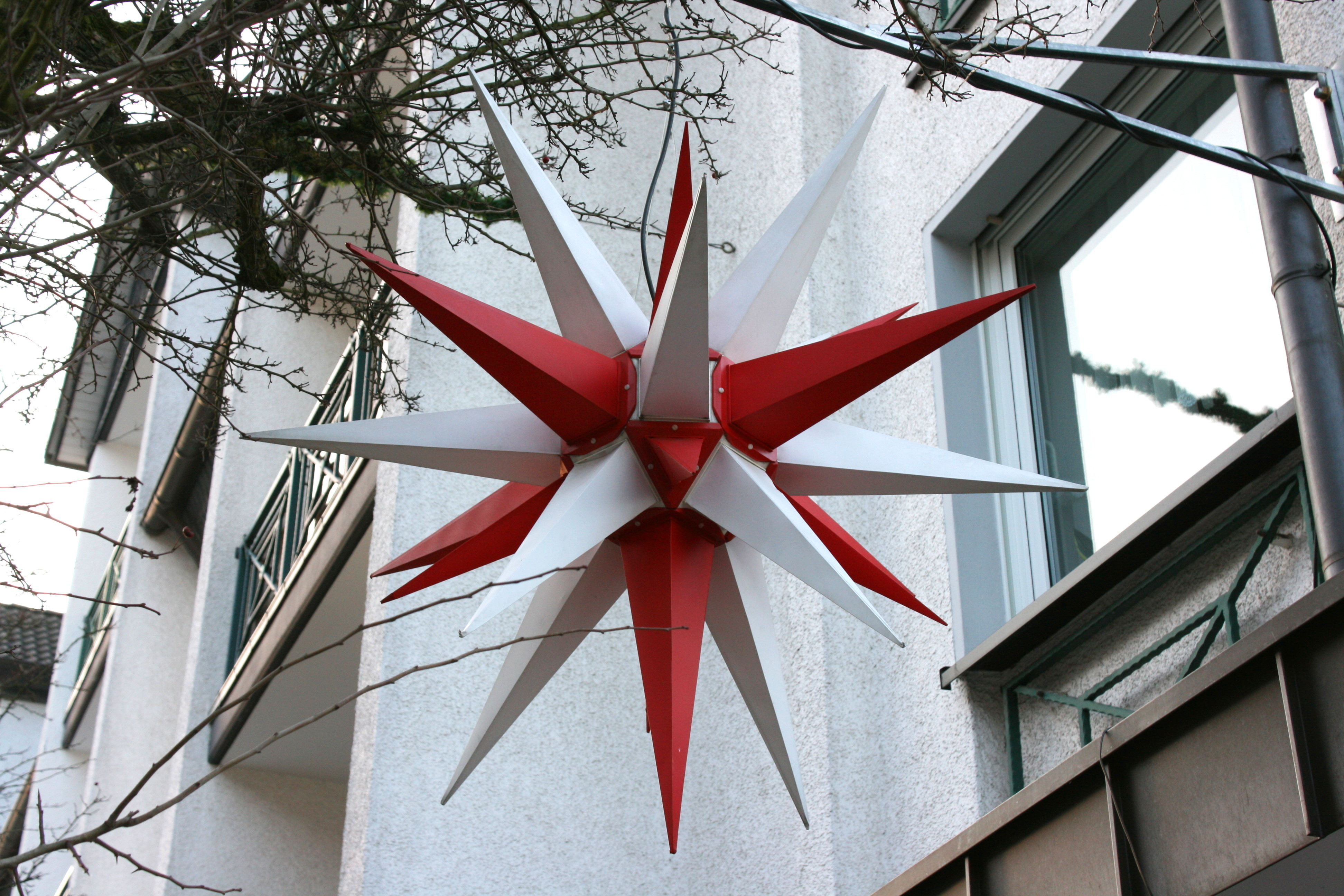
Zweifarbiger Stern (rotweiß) in Leichlingen
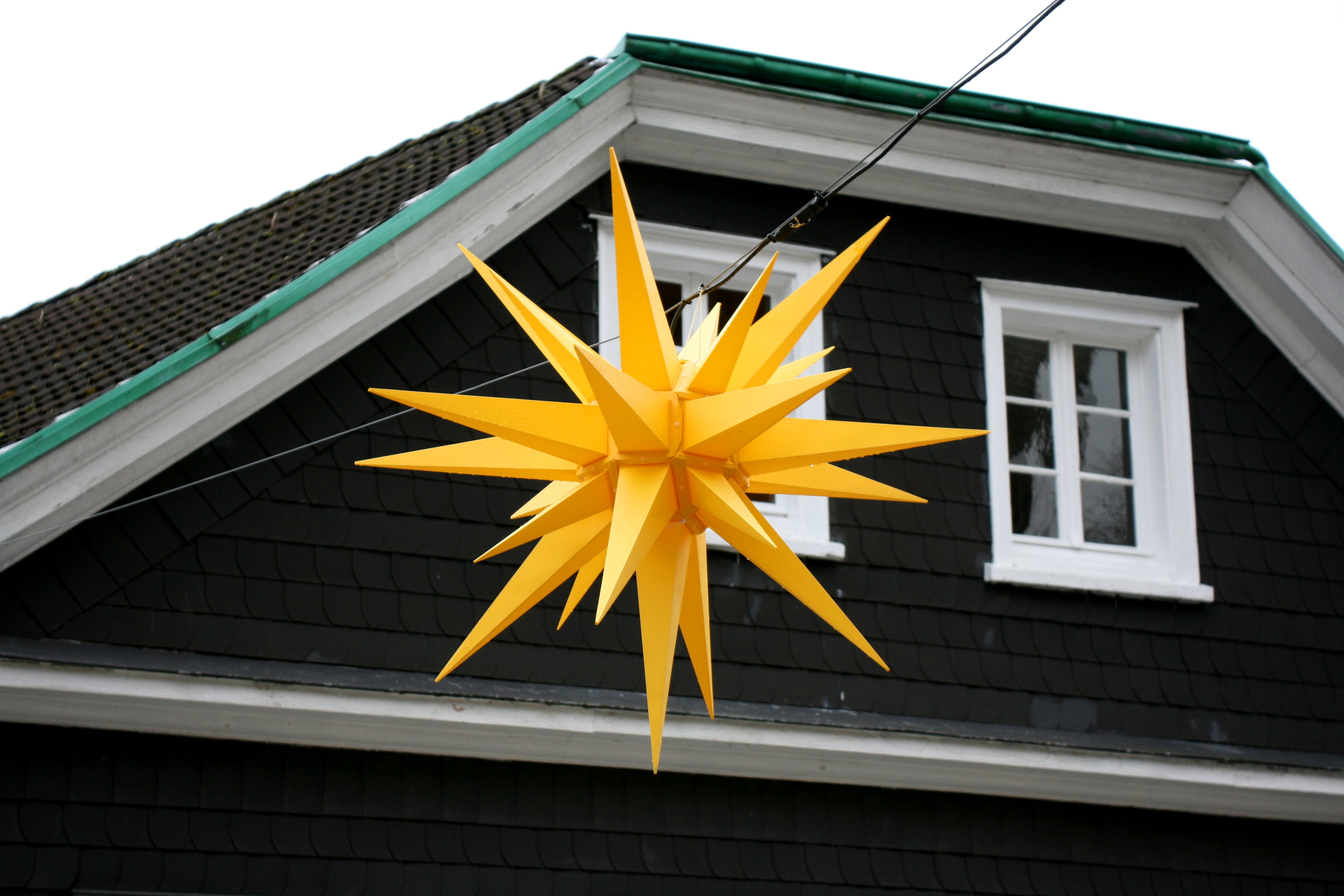
Gelber Stern als Außendekoration in Remscheid
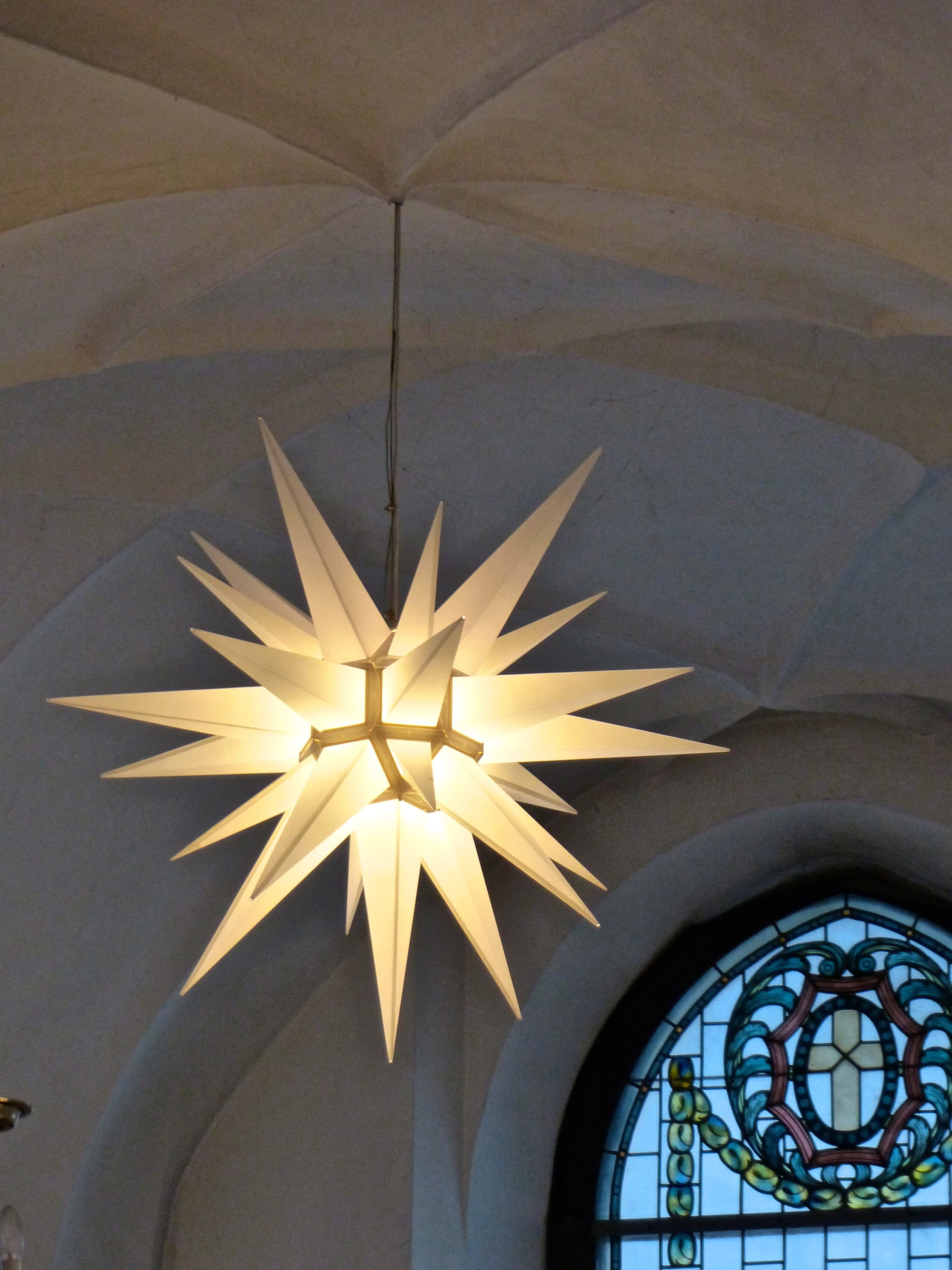
Weißer Stern in der Bergkirche St. Marien in Annaberg-Buchholz
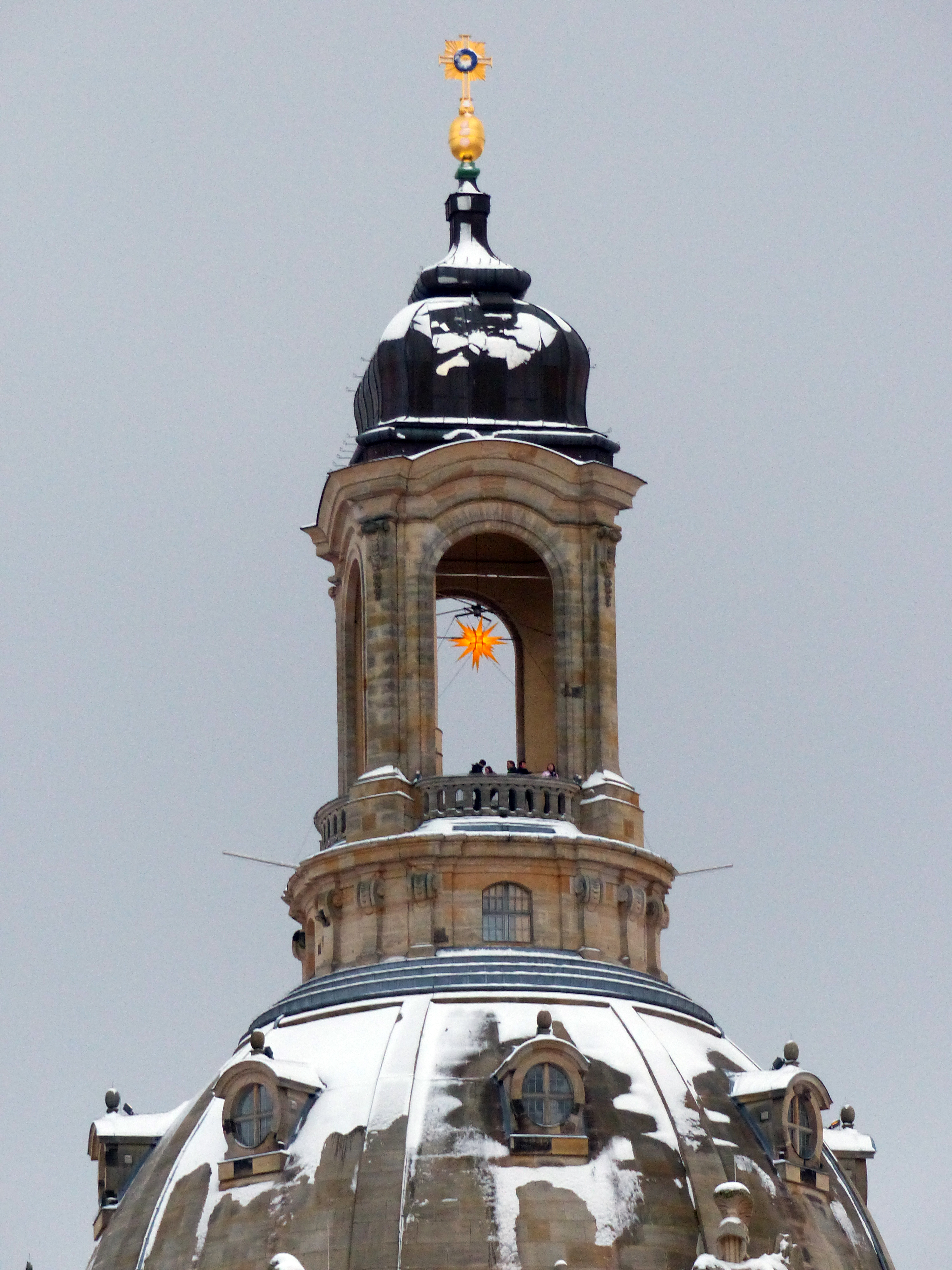
Gelber Stern in der Laterne der Dresdner Frauenkirche
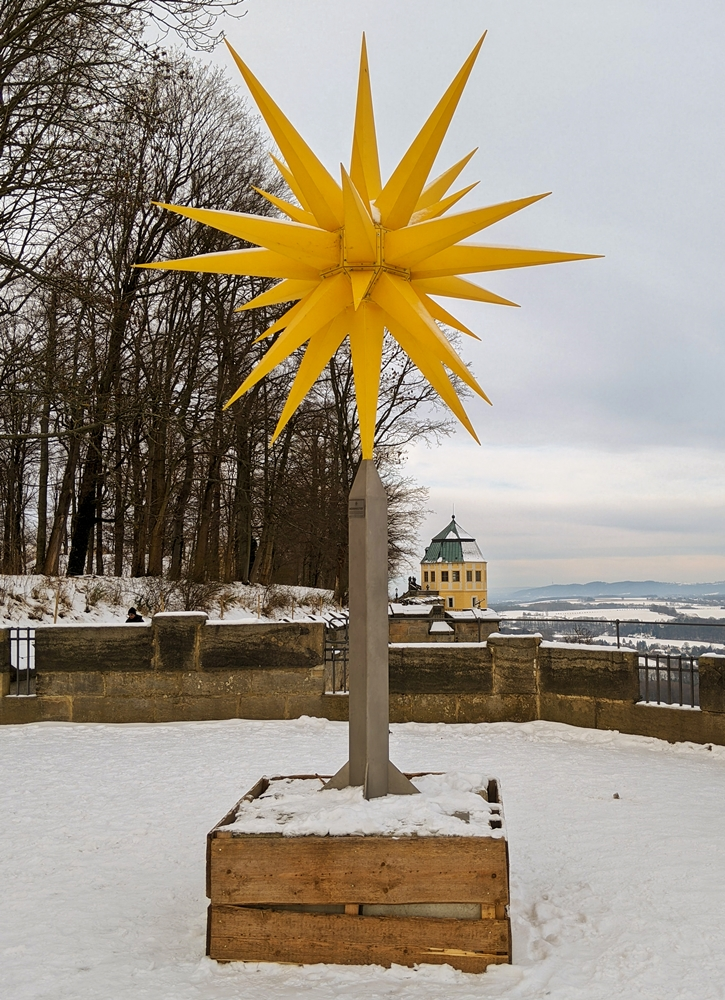
Sonderanfertigung mit einem Durchmesser von 2,5 Metern auf der Festung Königstein

## Markenschutz
Die Herrnhuter Sterne GmbH besitzt eine Unionsmarke auf die wettbewerbsrechtliche Einzigartigkeit ihrer Sterne. Aufgrund dessen mahnt Herrnhuter seit Jahren Konkurrenzprodukte über die Anwaltskanzlei SKW Schwarz Hamburg ab. Dabei stützt sie sich auf ein Urteil des Bundesgerichtshofs aus dem Jahr 2015 (BGH, Urteil vom 2.12.2015 – I ZR 176/14 – Herrnhuter Stern). Daraus geht hervor, dass auch nicht namentlich benannte, identische oder ähnliche Kopien, die von Konkurrenten oder Mitbewerbern der Herrnhuter Sterne GmbH auf den Markt gebracht werden, gerichtlich abgemahnt und zur Unterlassung aufgefordert werden können. Privatpersonen werden über die Kanzlei ebenfalls abgemahnt, auch wenn diese original Herrnhuter Sterne über Verkaufsplattformen in veränderter Form unter den Namen Herrnhuter Stern anbieten.